# Station Ruffec
Station Ruffec is een spoorwegstation in de Franse gemeente Ruffec, op de lijn Paris-Austerlitz - Bordeaux-Saint-Jean. Het wordt bediend door de treinen van de TER Nouvelle-Aquitaine met bestemming Poitiers en Angoulême.